# Оксеншерна, Габриэль Густавссон
Барон Габриэль Густавссон Оксеншерна (15 июня 1587 — 27 ноября 1640) — шведский государственный деятель, лорд-верховный стюард Швеции (1634—1640).

## Биография
Родился 15 июня 1587 года в замке Тюресё (Швеция), или в Ревеле (современный Таллин, Эстония). Сын тайного советника Густава Габриэльссона Оксеншерны (1551—1597) и Барбро Аксельсдоттер Бильке. Таким образом, Габриэль был родным братом, лорда-канцлера Швеции Акселя Оксеншерны.
Габриэль Оксеншерна начал учиться в Упсале. Он продолжал учиться за границей, в немецких городах Росток, Виттенберг и Йена. После своего возвращения в Швецию, он поступил на службу к королю Карлу IX с 1604 года . С 1612 года он был канцлером и главным советником герцога Юхана Эстергётландского, сына бывшего короля Юхана III. Также в 1612 году Габриэль Оксеншерна был назначен губернатором Эстонии. В 1617 году он стал тайным советником и придворным маршалом шведского короля Густава-Адольфа.
Будучи близким доверенным лицом старшего брата Акселя Оксеншерна (лорд-канцлер 1612—1654 гг.), а также короля, Габриэль Оксеншерна неоднократно служил в качестве дипломатического представителя. Он был послан в качестве легата в Данию как в 1622 году, так и в 1625 году, и в течение последнего года он также посетил Любек, Гамбург, Мекленбург, Бранденбург, Померанию, Нидерланды и Англию.
После смерти короля Густава Адольфа в 1632 году Габриэль Оксеншерна отправился в Германию, чтобы встретиться со своим братом Акселем. Затем Габриэль стал ответственным за транспортировку тела короля обратно в Швецию. В 1634 году он стал лордом-верховным стюардом (риксдротс), также стал главой апелляционного суда Свеаланда, надзирая за правосудием в Швеции.

## Семейная жизнь
В 1611 году Габриэль Оксеншерна первым браком женился на Марте Бильке, дочери тайного советника Туре Бильке и Маргареты Стуре. Марта родила семерых детей, двое из которых умерли в раннем возрасте. В 1620 году Марта умерла. Через два года, в ноябре 1622 года, Оксеншерна вновь вступил в брак с Маргарет Бильке, дочерью Клааса Нильссона Бильке и Элин Флеминг. Маргарета умерла в 1629 году, а через два года, в 1631 году, Оксеншерна в третий раз женился на Брите Понтусдоттер Делагарди (1581—1645), дочери Понтуса Делагарди и сестре лорда-верховного констебля Якоба Делагарди. Два последних брака Оксеншерны оказались бездетными.
Габриэль Густавссон Оксеншерна скончался в Стокгольме 27 ноября 1640 года
.

## Наследие
Габриэль Оксеншерна была описан как «разумный, честный, веселый и откровенный, любимый всеми». Благодаря его служению и верности своей родной стране, его дети и внуки с 1651 года получили титул графов Оксеншерна из Кроненберга.
После наследования Тюресё в 1620-х годах, Габриэль Оксеншерна начал реконструкцию местного дворца, а также строительство церкви. Церковь Тюресё была открыта после его собственного погребения в 1641 году.